# Reoperacja
Reoperacja – ponowny zabieg operacyjny wykonany w tej samej okolicy lub jamie ciała.
Pod pojęciem reoperacji rozumie się zazwyczaj zabieg bezpośrednio związany z poprzednią interwencją i mający z nią związek przyczynowo-skutkowy. Reoperacja jest więc najczęściej wymuszona wczesnymi powikłaniami chirurgicznymi, a przede wszystkim krwotokami (np. spełznięcie podwiązki z naczynia, krwotoki miąższowe z wątroby, mięśni czy też jatrogenne, śródoperacyjne uszkodzenie śledziony).
Z innych przyczyn reoperacji należy wymienić rozpoznane lub podejrzane rozejście się zespolenia jelitowo-jelitowego lub jelitowo -narządowego z objawami zapalenia otrzewnej (np. zespolenie jelita z przewodem żółciowym wspólnym, podejrzenie pooperacyjnego zapalenia pęcherzyka żółciowego, powstanie zbiorników płynowych (np. ropni) śródbrzusznych czy podejrzenie niedokrwienia jelit.
W ostatnich kilkunastu latach dąży się do ograniczenia reoperacji do niezbędnego minimum, zastępując ponowne otwarcie zabiegami wideoskopowymi (laparoskopia, wideotorakoskopia) lub wszelkimi drenażami pod kontrolą tomografii komputerowej lub USG.
Wyjątkowo reoperacja stanowi narzędzie diagnostyczne w przypadku gwałtownego pogarszania się stanu pacjenta po uprzednim zabiegu.

Przeczytaj ostrzeżenie dotyczące informacji medycznych i pokrewnych zamieszczonych w Wikipedii.